# Ithone gracilis
Ithone gracilis is een insect uit de familie van de Ithonidae, die tot de orde netvleugeligen (Neuroptera) behoort. 
Ithone gracilis is voor het eerst wetenschappelijk beschreven door Riek in 1974.